# مارك فورسيث
مارك فورسيث (بالإنجليزية: Mark Forsyth)‏ هو مدون بريطاني، ولد في 2 أبريل 1977 في إنجلترا في المملكة المتحدة.